# Solís de Mataojo
Solís de Mataojo ist eine Stadt in Uruguay.

## Geographie
Sie befindet sich im Süden des Departamento Lavalleja in dessen 2. Sektor nahe der Grenze zu den Nachbardepartamentos Canelones und Maldonado. Die Entfernung zur Landeshauptstadt Montevideo beträgt etwa 80 Kilometer. Die durch den Ort führende Ruta 8 befindet sich hier bei Kilometer 82. Westlich der Stadt verläuft der Arroyo Solís Grande.

## Geschichte
Die Stadt wurde am 12. August 1874 durch Lázaro Cabrera gegründet. Am 15. Oktober 1963 erfolgte sodann per Gesetz Nr. 13.167 ihre Einstufung in die Kategorie „Villa“.

## Einwohner
Die Einwohnerzahl Solís de Mataojos beträgt 2.825 (Stand: 2011), davon 1.362 männliche und 1.463 weibliche.
| Jahr | Einwohner |
| ---- | --------- |
| 1963 | 1.915     |
| 1975 | 1.750     |
| 1985 | 2.052     |
| 1996 | 2.509     |
| 2004 | 2.676     |
| 2011 | 2.825     |

Quelle: Instituto Nacional de Estadística de Uruguay

## Infrastruktur
In der von Viehzucht und den dazugehörigen Höfen geprägten Gegend haben sich im Laufe der Zeit diverse argarindustrielle Betriebe entwickelt.

## Stadtverwaltung
Bürgermeister (Alcalde) von Solís de Mataojo ist Jorge Fernández.

## Söhne und Töchter der Stadt
- Eduardo Fabini (1882–1950), Komponist und Violinist
- Manuel Espínola Gómez (1921–2003), Künstler